# United Basketball
QSTA United is een Nederlandse basketbalclub uit Bemmel, Gelderland. Het team werd opgericht in 2020 en speelt in de BNXT League, het hoogste niveau van het Nederlandse basketbal. De thuisbasis van de club is Sportcentrum De Kooi, die een capaciteit heeft van 1.200 personen.

## Geschiedenis
De organisatie werd in mei 2020 opgericht onder de tijdelijke naam Basketball Community Gelderland met als doel het profbasketbal terug te halen naar de provincie Gelderland. Sinds het faillissement van Matrixx Magixx in 2014 had de provincie geen enkele profclub meer.
Op 5 augustus maakte de club bekend de stap naar de DBL te zetten en een voorlopige licentie voor het seizoen 2020-21 te hebben verworven. Op 9 augustus maakte de club Matthew Otten bekend als eerste hoofdtrainer. Op 13 augustus tekende de Amerikaanse Kaleb Warner als eerst een contract bij de club. Yoast SEO tekende een driejarig contract om hoofdsponsor te worden van het team dat voortaan Yoast United ging heten. Op 4 oktober won Yoast United zijn allereerste DBL-wedstrijd uit tegen BAL Weert. Het werd 91-59.
United maakte in zijn debuutseizoen een geweldige bekercampagne door. Het versloeg de favoriete Donar en Landstede Hammers in de kwart- en halve finales. In de finale verloor Yoast van BAL.
Sinds het seizoen 2021-22 speelt de club in de BNXT League, waarin de nationale competities van België en Nederland worden samengevoegd. Hoofdcoach Otten tekende bij Donar en Paul Vervaeck tekende een 2-jarig contract om zijn opvolger te worden.

### Namen
Mede door de veranderende hoofdsponsors, heeft de club in het verleden meerdere namen gekend.
- 2020–2024: Yoast United
- 2024–heden: QSTA United

## Hal
QSTA United speelt zijn wedstrijden op Sportcentrum De Kooi (capaciteit 1.200 personen), dat vooral door breedtesport vereniging Batouwe Basketball wordt gebruikt. Momenteel ligt bij de Gemeente Lingewaard het verzoek garant te staan voor koop van De Kooi door Batouwe waardoor de breedte- en topsport behouden kan worden voor Bemmel.